# Dard (contre-torpilleur)
Pour les articles homonymes, voir Dard.
Le Dard est un contre-torpilleur d’escadre de classe Arquebuse, construit pour la marine française dans la première décennie du XXe siècle. Achevé en 1904, le navire est affecté à l’escadre de la Méditerranée.

## Conception
La classe Arquebuse a été conçue comme une version plus rapide de la classe Durandal. Les navires avaient une longueur de 56,58 mètres, une largeur de 6,3 mètres et un tirant d'eau de 3,2 mètres. Ils avaient un déplacement de 307 tonnes à charge normale et 357 tonnes à pleine charge. Les deux moteurs à vapeur verticaux à triple expansion entraînaient chacun un arbre d'hélice à l’aide de la vapeur fournie par deux chaudières du Temple-Guyot ou Normand. Les moteurs ont été conçus pour produire 6300 chevaux (4700 kW) pour une vitesse nominale de 28 nœuds (52 km/h). Tous les navires ont dépassé leur vitesse contractuelle lors de leurs essais en mer, le Dard atteignant une vitesse de 29,6 nœuds (54,8 km/h). Ils transportaient suffisamment de charbon pour une autonomie de 2300 milles marins (4300 km) à 10 nœuds (19 km/h). Leur équipage se composait de quatre officiers et de cinquante-huit hommes.
L’armement principal des navires de classe Arquebuse consistait en un canon de 65 millimètres à l’avant du pont et six canons Hotchkiss de 47 millimètres en affûts simples, trois sur chaque bord. Ils étaient équipés de deux affûts rotatifs simples pour des tubes lance-torpilles de 381 millimètres dans l’axe du navire, l’un entre les cheminées et l’autre à l’arrière.

## Carrière
Le Dard a été commandé aux Ateliers et Chantiers de Penhoët à Saint-Nazaire le 29 mai 1901 et a été mis en chantier le 15 octobre 1902 à son chantier naval de Rouen-Le Grand-Quevilly. Il a été lancé le 10 septembre 1903 et a effectué ses essais en mer de décembre à avril 1904. Le navire a été mis en service (armement définitif) en mai et a été affecté à l’escadre de la Méditerranée.